# فانا كستر
فانا كستر (بالإنجليزية: Vana-Kastre)‏ هي قرية تقع في إستونيا في Mäksa Parish.